# (642) Clara
(642) Clara – planetoida należąca do zewnętrznej części pasa głównego asteroid okrążająca Słońce w ciągu 5 lat i 262 dni w średniej odległości 3,2 j.a. Została odkryta 8 września 1907 roku w Landessternwarte Heidelberg-Königstuhl w Heidelbergu przez Maxa Wolfa. Nazwa planetoidy pochodzi od imienia jednej z gospodyń domowych odkrywcy. Przed jej nadaniem planetoida nosiła oznaczenie tymczasowe (642) 1907 ZY.